# Ebaliopsis viadieri
Ebaliopsis viadieri is een krabbensoort uit de familie van de Leucosiidae. De wetenschappelijke naam van de soort is voor het eerst geldig gepubliceerd in 1942 door Ward.